# Big Boobs

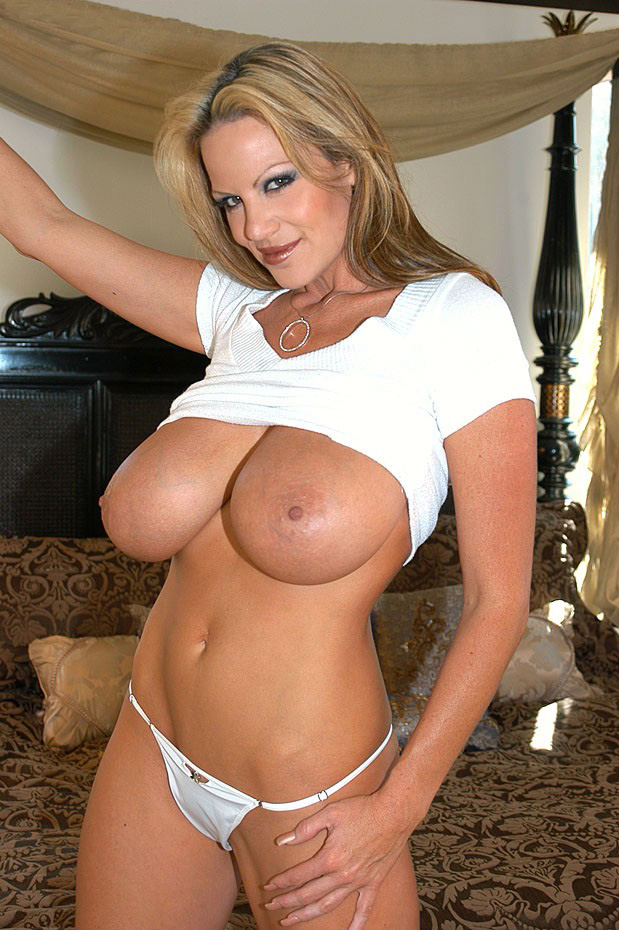
Kelly Madison es un icono de la categoría Big Boobs.

Big-Boobs, Big-Busts, Big-Breasts o Big-Tits (en español: 'senos grandes') es un término del argot de la pornografía que hace referencia a una categoría principalmente conocida en la industria del vídeo, editorial y sitios web (principalmente estadounidenses y japoneses) de este tipo de entretenimiento para mayores de edad.

## Descripción
La categoría Big boobs está enfocada sobre el Fetichismo de senos. Las modelos de esta rama de la pornografía se caracterizan por el tamaño inusualmente grande de sus senos, ya sean naturales o quirúrgicamente aumentados.
Muchas modelos y artistas porno utilizan seudónimos o nombres artísticos tales como "Peaks" (Montañas o picos) o "Topps" (Cumbres) para indicar que sus pechos son muy grandes.
Es bastante común para esta categoría de modelos y bailarinas publicar medidas engañosas, aunque algunas parecen tomar las medidas fuera de su vestido, un terreno propicio común deberá ser lo que parece ser su tamaño de sostén (por ejemplo. 43G) pero es realmente un tamaño de copa de sostén combinado con una circunferencia de busto, que incluye una desviación añadida normalmente al número. Por ejemplo, una mujer que lleva un sostén 36G (EE. UU.) tiene una medida del tamaño de la banda (la circunferencia del pecho bajo los senos) de 36 pulgadas, mientras la "G" indica una circunferencia sobre sus pezones de 7 pulgadas más grande ("G" es la séptima medida). Ella quizás informe una talla de pecho de 36+7 o 43 pulgadas. Algunas artistas utilizan las medidas del sistema métrico decimal y a menudo no indica si la medida es en centímetros o pulgadas. Por ejemplo, alguien con un busto de 40 pulgadas quizás anuncie que su medida es de 101.

### Big boobs en Japón
Aunque los senos grandes no son valorados tradicionalmente en Japón, las actrices voluptuosas habían sido admiradas en el cine erótico japonés desde por lo menos los años cincuenta. Anderson y Richie mencionaron a la actriz nipona con grandes senos de los años cincuenta, Michiko Maeda, y una búsqueda por todo el país de otras modelos de grandes senos que siguieron tras su popularidad. Sin embargo, no fue hasta mediados de la década de los 80 que los senos grandes llegaran a ser muy populares en Japón. Nikkatsu, capitalizando este cambio en la preferencia cultural, nombraron a su Roman Porn "Queen of SM" (Reina del Sado-masoquismo) en 1986 a Ran Masaki cuyo busto de 100 cm (39"). En 1989, Adachi menciona el "Big bust boom" (巨乳ブーム - "Kyonyu Buumu") fue puesto "en el fuego" con el AV (Video Adulto) el debut de Kimiko Matsuzaka, que tenía un busto de 110,7 cm. Tras el retiro de Matsuzaka, una nueva dirigente del movimiento Big boobs aparece en la escena japonesa cada pocos años, incluyendo a Mariko Morikawa en 1994, y Anna Ōura en 2000, hasta que los medios de los 2000 cuando las modelos de busto grande y actrices han llegado a ser comunes en el entretenimiento japonés.